# Drtikol (planetka)
(4671) Drtikol je asteroid vnitřního hlavního pásu planetek obíhající Slunce mezi drahami Marsu a Jupiteru, který byl objeven 10. ledna 1988 českým astronomem Antonínem Mrkosem na kleťské observatoři a předběžně označen jako 1988 AK1. Pojmenování asteroidu po českém fotografovi Františku Drtikolovi bylo navrženo Milošem Tichým, nové jméno (4671) Drtikol bylo poprvé zveřejněno 2. dubna 1999 v Minor Planet Circulars. Asteroid je řazen k široké skupině označované jako 9104 MB-inner, pohybující se na vnitřní straně hlavního pásu, s asteroidy spektrálního typu S s průměrným albedem 0,2.

## Oběžná dráha a fyzické vlastnosti
(4671) Drtikol je kamenný asteroid třídy S, který oběhne Slunce ve vzdálenosti od 2,2341 do 2,5359 au jednou za 1 345,3553 dní (více než 3,6 let). Nejblíže ke Slunci byl naposledy 4. května 2023, nejdále od Slunce 7. března 2025. Jeho oběžná dráha má excentricitu přibližně 0,0632 a inklinaci 4,8106° vůči ekliptice a za den se na ní průměrně posune o 0,2675°. Nejedná se o velký asteroid, jeho průměr je přibližně 6,177 km při albedu 0,266. Rotační perioda planetky je asi 3,93 hodiny.

## Pozorování asteroidu
K prvnímu zaznamenanému pozorování asteroidu došlo téměř o 33 roky dříve, než byl oficiálně objeven Antonínem Mrkosem, 23. března 1955 na observatoři Palomar v Kalifornii. Skoro o dvacet let později, 24. dubna 1974, byl pozorovaný z observatoře Cerro El Roble v Chile, v roce 1986 z krymské observatoře a o rok později z observatoře CERGA na náhorní plošině Calern ve Francii. Díky tomu byl asteroid vedle 1988 AK1 označovaný také jako 1974 HM2 a 1986 RR7. Od roku 1955 proběhlo více než 3,9 tisíc zaznamenaných pozorování asteroidu z 27 pozic, z nichž 28 bylo z  observatoře v Kleti.